# Gagner ou mourir (film)
Pour l'épisode de la série Game of Thrones, voir Gagner ou mourir.
Pour plus de détails, voir Fiche technique et Distribution.
Gagner ou mourir (Better Off Dead) est un film américain réalisé par Savage Steve Holland, sorti en 1985.

## Synopsis
Largué par sa petite amie, Lane décide de se suicider.

## Fiche technique
- Titre : Gagner ou mourir
- Titre original : Better Off Dead
- Réalisation : Savage Steve Holland
- Scénario : Savage Steve Holland
- Musique : Rupert Hine
- Photographie : Isidore Mankofsky
- Montage : Alan Balsam
- Production : Michael Jaffe
- Société de production : A&M Films et CBS Theatrical Films
- Société de distribution : Warner Bros. (États-Unis)
- Pays :  États-Unis
- Genre : Comédie romantique et comédie noire
- Durée : 97 minutes
- Date de sortie : 
  - États-Unis : 11 octobre 1985

## Distribution
- John Cusack : Lane Meyer
- David Ogden Stiers : Al Meyer
- Kim Darby : Jenny Meyer
- Demian Slade : Johnny Gasparini
- Scooter Stevens : Badger Meyer
- Brian Imada : Chen Ree
- Aaron Dozier : Roy Stalin
- Edward Mehler : Buster
- Vincent Schiavelli : M. Kerber
- Chuck Mitchell : Rocko

## Accueil
Le film a reçu un accueil mitigé de la critique. Il obtient un score moyen de 51 % sur Metacritic.